# 1986 na literatura

## Eventos
- 13 de novembro - O poeta e escritor alagoano Lêdo Ivo é eleito para a cadeira 10, da Academia Brasileira de Letras, sucedendo a Orígenes Lessa.

## Livros
- José Saramago - A Jangada de Pedra

## Nascimentos
2 de maio - Marcelo Aceti - Escritor brasileiro

## Mortes
| Data            | Nome                  | Profissão                                              | Nacionalidade  | Observações | Ref |
| --------------- | --------------------- | ------------------------------------------------------ | -------------- | ----------- | --- |
| 4 de Janeiro    | Christopher Isherwood | escritor                                               | Inglaterra     | n. 1904     |     |
| 8 de Janeiro    | Juan Rulfo            | escritor                                               | México         | n. 1917     |     |
| 24 de Janeiro   | L. Ron Hubbard        | escritor                                               | Estados Unidos | n. 1911     |     |
| 11 de Fevereiro | Frank Herbert         | escritor                                               | Estados Unidos | n. 1920     |     |
| 23 de Março     | Josué Guimarães       | escritor                                               | Brasil         | n. 1921     |     |
| 14 de Abril     | Simone de Beauvoir    | escritora e filósofa                                   | França         | n. 1908     |     |
| 8 de maio       | Ernâni Sátiro         | político e escritor                                    | Brasil         | n. 1911     |     |
| 14 de Junho     | Jorge Luis Borges     | escritor                                               | Argentina      | n. 1899     |     |
| 13 de Julho     | Orígenes Lessa        | jornalista, contista, novelista, romancista e ensaísta | Brasil         | n. 1903     |     |
| 21 de Agosto    | Alexandre O'Neill     | poeta                                                  | Portugal       | n. 1924     |     |
| 26 de Setembro  | Abel Coelho Costa     | improvisador e poeta popular                           | Portugal       | n. 1926.    |     |

## Prémios literários
- Nobel de Literatura - Wole Soyinka
- Prémio Machado de Assis - Péricles Eugênio da Silva Ramos
- Grande Prémio de Romance e Novela APE/IPLB - David Mourão-Ferreira
- Prémio Hans Christian Andersen - Patricia Wrightson